# Enlace infrarrojo
Los enlaces infrarrojos se encuentran limitados por el espacio y los obstáculos. El hecho de que la longitud de onda de los rayos infrarrojos sea tan pequeña (850-900 nm), hace que no pueda propagarse de la misma forma en que lo hacen las señales de radio.
Es por este motivo que las redes infrarrojas suelen estar dirigidas a oficinas o plantas de oficinas de reducido tamaño. Algunas empresas, van un poco más allá, transmitiendo datos de un edificio a otro mediante la colocación de antenas en las ventanas de cada edificio.
Por otro lado, las transmisiones infrarrojas presentan la ventaja, frente a las de radio, de no transmitir a frecuencias bajas, donde el espectro está más limitado, no teniendo que restringir, por tanto, su ancho de banda a las frecuencias libres.

## Modos de transmisión
A la hora de transmitir, las estaciones infrarrojas pueden usar tres tipos de métodos para ello: punto a punto, casi-difuso y difuso. 
En el modo punto a punto, el tipo de emisión por parte del transmisor se hace de forma direccional. Por ello, las estaciones deben verse directamente, para poder dirigir el haz de luz directamente de una hacia la otra. Por este motivo, este es el tipo de red inalámbrica más limitado, pues a todos los inconvenientes de las comunicaciones infrarrojas hay que unir el hecho de tener que colocar las estaciones enfrentadas. Este método se suele usar en redes inalámbricas Token Ring, donde el anillo está formado por una unión de enlaces punto a punto entre las distintas estaciones, conformando cada uno de los segmentos.
En el modo casi-difuso, el tipo de emisión es radial; esto es, la emisión se produce en todas direcciones, al contrario que en el modo punto a punto. Para conseguir esto, lo que se hace es transmitir hacia distintas superficies reflectantes, las cuales redirigirán el haz de luz hacia la/s estación/es receptora/s. De esta forma, se rompe la limitación impuesta en el modo punto a punto de la direccionalidad del enlace. En función de cómo sea esta superficie reflectante, podemos distinguir dos tipos de reflexión: pasiva y activa. En la reflexión pasiva, la superficie reflectante simplemente refleja la señal, debido a las cualidades reflexivas del material. En la reflexión activa, por el contrario, el medio reflectante no sólo refleja la señal, sino que además la amplifica. En este caso, el medio reflectante se conoce como satélite. Destacar que, mientras la reflexión pasiva es más flexible y barata, requiere de una mayor potencia de emisión por parte de las estaciones, debido al hecho de no contar con etapa repetidora.
El modo de emisión difuso, por otro lado, se diferencia del casi-difuso en que debe ser capaz de abarcar, mediante múltiples reflexiones, todo el recinto en el cual se encuentran las estaciones. Obviamente, esto requiere una potencia de emisión mayor que los dos modos anteriores, puesto que el número de rebotes incide directamente en el camino recorrido por la señal y las pérdidas aumentan.
Según el caso que comentábamos antes de las empresas que utilizaban enlaces de un edificio a otro mediante antenas en las ventanas, podemos observar que, obviamente, este enlace será punto a punto, mientras que en las redes interiores lo más lógico es realizar enlaces difusos.

## Modos de operación
Dependiendo de las necesidades de la red inalámbrica, esta puede adoptar dos configuraciones posibles:
1) Peer to Peer o Ad Hoc: Es el tipo de configuración más sencilla, en el que dos o más estaciones se conectan directamente, de forma visible, formando una especie de anillo.
2) Modo Infraestructura: En este tipo de configuración, se añade un elemento llamado punto de acceso (más conocido como AP (Access Point)). Dicho elemento, permite formar redes de menor tamaño que serán interconectadas a través de él. En ocasiones, dependiendo del tipo de punto de acceso, las redes pueden ser de tipos distintos, siendo este dispositivo el encargado de realizar la conversión entre señales.